# Католицька церква в Ліхтенштейні
Като́лицька це́рква в Ліхтенште́йні — найбільша християнська конфесія Ліхтенштейну. Складова всесвітньої Католицької церкви, яку очолює на Землі римський папа. Керується конференцією єпископів. Станом на 2004 рік у країні нараховувалося близько 25 000 католиків (75,76% від усього населення). Існувало 1 діоцезій, які об'єднували 10 церковних парафій.  Кількість  священиків — 29 (з них представники секулярного духовенства — 19, члени чернечих організацій — 10), постійних дияконів — 0, монахів — 10, монахинь — 57.

## Історія
Католицька церква у Ліхтенштейні довгий час була частиною швейцарської єпархії Кура. 2 грудня 1997 року для території Князівства Ліхтенштейн була заснована власна архієпархія Вадуца, на чолі якої було поставлено першого архієпископа Вольфганга Хаас. У цьому можна вбачати наявну в Католицькій церкві тенденцію уніфікації церковних і політичних кордонів. Разом із цим, архієпископ Хаас відзначив необхідність самостійності церкви та держави, яка не виключає плідну співпрацю обох сторін.
25362 з 32863 жителів (77,2 %) сповідують католицизм. Вони належать до 12 парафій, територія яких охоплює 160 км2. У них служать 19 єпархіальних священиків та 12 священиків-ординаторів. Також в архиєпархії проживають 66 черниць.
Католицьке свято Внебовзяття є державним святом. Римсько-католицька церква, згідно з частиною 2 статті 37 Конституції князівства, є державною церквою. 20 грудня 2012 року Ландтаг Ліхтенштейну ухвалив рішення про обмеження на конфесійну релігійну освіту в початковій школі.